# Moniliella acetoabutans
Moniliella acetoabutans är en svampart som beskrevs av Stolk & Dakin 1966. Moniliella acetoabutans ingår i släktet Moniliella, klassen Tremellomycetes, divisionen basidiesvampar och riket svampar.   Inga underarter finns listade i Catalogue of Life.